# هرمان هاکن
 هرمان هاکن (آلمانی: Hermann Haken؛ زاده ۱۲ ژوئیهٔ ۱۹۲۷ – درگذشتهٔ ۱۴ اوت ۲۰۲۴) یک فیزیک‌دان اهل آلمان بود.